# Bessans
Bessans é uma comuna francesa na região administrativa de Auvérnia-Ródano-Alpes, no departamento da Saboia. Estende-se por uma área de 128.08 km². Em 2010 a comuna tinha 268 habitantes (densidade: 2,1 hab./km²).